# Leopoldo Laudati
Leopoldo Laudati (Altamura, XVIII sec. – XVIII-XIX sec.) è stato un linguista e religioso italiano.
Fu arcidiacono e uno dei primi insegnanti dell'Università degli Studi di Altamura, dove insegnò "eloquenza greca", già dal primo anno di apertura, cioè il 1748. Viene definito da Luca de Samuele Cagnazzi un "uomo eruditissimo".
Nel primo anno di apertura, il piano di studi dell'università non era stato ancora concordato, e si seguirono le indicazioni della Camera di Santa Chiara (di Altamura); esso aveva un taglio più tradizionale e non prevedeva ancora insegnamenti scientifici; in particolare erano previsti insegnamenti di "letteratura umana", assegnati a Mattia Nuzzo, "eloquenza latina", assegnati a Orazio Gaspari da Perugia, ed "eloquenza greca", assegnati allo stesso D. Leopoldo Laudati. Nel 1749, però, furono già istituiti dal rettore Marcello Papiniano Cusani gli insegnamenti di geometria e filosofia.
Era probabilmente nato ad Altamura, dal momento che viene definito dalle fonti "altamurano". Lo studioso Giuseppe Bolognese (1999) ipotizza che Leopoldo Laudati possa aver redatto lo scritto dal titolo Zecher la chorban, che rappresenta una delle testimonianze più attendibili della Rivoluzione altamurana (1799). Zecher la chorban in ebraico significa "memoria del sacrificio", ed è un passo biblico molto noto tra gli esegeti dell'Antico Testamento. A quanto pare, Leopoldo Laudati avrebbe insegnato anche grammatica ebraica presso l'Università di Altamura e questo spiegherebbe l'attribuzione dello scritto.